# Варшавско-Тереспольская железная дорога
Варшавско-Тереспольская железная дорога (Варшаво-Тереспольская), Тереспольская железная дорога — железная дорога в Привислинском крае Российской империи, построена в 1865—1868 годах на средства Акционерного общества Варшавско-Тереспольской железной дороги.
Протяженность железнодорожной линии Варшава — Тересполь была 194 версты. С 1 января 1898 года она была объединена с Привислинской железной дорогой. Сегодня эта Ж/Д линия входит в Польские железные дороги (ПЖД) как железнодорожная линия № 2. Вместе с железнодорожной линией № 3 она образует железнодорожную линию E20, которая является польской частью Панъевропейского коридора II, связывающего Берлин и Москву.

## История
Движение по дороге открывалась участками:
- 28 сентября 1866 года — Варшава (Прага) — Седлец (протяженностью 84 версты);
- 19 ноября 1866 года — Седлец — Луков (26 вёрст);
- 20 мая 1867 года — Луков — Мендзиржец (26 вёрст);
- 30 июня 1867 года — Мендзиржец — Бела (23 версты);
- 6 сентября 1867 года — Бела — Тересполь (33 версты).

Постройка Тереспольской железной дороги, соединившей Привислянский край с внутренними губерниями России, а затем Лодзинской фабричной ветви, отчасти низкий курс русской валюты, сперва франко-прусская, затем турецкая кампания — всё это были прямые и косвенные причины изумительного роста фабричной промышленности города Лодзь.
С завершением строительства моста через реку Буг, 17 февраля 1870 года, конечная станция переместилась в Брест-Литовск. В 1871 году соединилась с Московско-Брестской железной дорогой.
В 1882 году перешла (выкуплена) в Русскую казну. В 1898 году объединена с Привислинской железной дорогой.
В 1939 году немцами разрушено здание Тереспольского вокзала в Варшаве.
- Торжественная закладка Тереспольского вокзала, 18 мая 1866 года.